# Lingue finnosami
Le lingue finnosami costituiscono un gruppo linguistico della famiglia delle lingue uraliche. Insieme alle lingue volgaiche forma il gruppo delle lingue finnovolgaiche. Il collegamento tra le lingue baltofinniche e quelle volgaiche si suppone sia stato interrotto intorno al 1000 d.C., quando la colonizzazione russa iniziò a spostarsi verso nord. Il gruppo delle lingue finnosami non è universalmente riconosciuto.

## Classificazione delle lingua
Le lingue finnosami sono divise in lingue baltofinniche e lingue sami.
Lingue baltofinniche
- estone
- finlandese
- ingrico
- careliano proprio
- ludo
- livvi
- oloneziano (careliano di Aunus)
- livoniano
- vepso
- võro (include il seto)
- votico

Lingue sami
- sami meridionale
- sami di Ume
- sami di Lule
- sami di Pite
- sami settentrionale
- sami di Inari
- sami di Kemi
- sami skolt
- sami di Akkala
- sami di Kildin
- sami di Ter